# Провидение (Секретные материалы)
«Провидение» (англ. «Providence») — 10-й эпизод 9-го сезона сериала «Секретные материалы». Премьера состоялась 10 марта 2002 года на телеканале FOX. Эпизод позволяет более подробно раскрыть так называемую «мифологию сериала», заданную в пилотной серии.
Режиссёр — Крис Картер, авторы сценария — Крис Картер и Фрэнк Спотниц, приглашённые звёзды — Джеймс Пикенс-мл., Кэри Элвес, Нил Макдонаф, Шейла Ларкен, Том Брэйдвуд, Дин Хэглунд, Брюс Харвуд, Дениз Форест, Макнелли Сагал, Алан Дэйл, Керри Кин, Джеймс Рикер, Трэвис Рикер и Брэд Калас
В США серия получила рейтинг домохозяйств Нильсена, равный 5,2, который означает, что в день выхода серию посмотрели 8.4 миллионов человек.
Главные герои сериала — агенты ФБР, расследующие сложно поддающиеся научному объяснению преступления, называемые Секретными материалами.. Сезон концентрируется на расследованиях агентов Даны Скалли (Джиллиан Андерсон), Джона Доггетта (Роберт Патрик) и Моники Рейс (Аннабет Гиш), а также помощнике директора ФБР Уолтере Скиннере (Митч Пиледжи).

## Сюжет
Скалли, не доверяя ни Скиннеру, ни Фоллмеру, ведет своё расследование похищения Уильяма с помощью Рейс и Одиноких стрелков. Вскоре она обнаруживает, что его похитил культ НЛО, который верит: Уильям спасет человечество, но только если Малдер жив. Если же он мертв, то Уильям возглавит силы зла: пришельцев.